# Bruno Ferrari
Bruno Ferrari (Cremona, 28 maggio 1936) è un politico italiano.

## Biografia
Laureato in lingue, è insegnante e preside. Impegnato in politica con la Democrazia Cristiana, nel 1983 si candida alla Camera e non viene eletto, ma diventa poi deputato nel febbraio 1984 (dopo il decesso della collega Vittoria Quarenghi). Conferma il proprio seggio a Montecitorio anche alle elezioni del 1987. Nel 1992 viene eletto al Senato, dove rimane fino allo scioglimento anticipato della legislatura, nel 1994.